# سس سویا شیرین
سس سویا شیرین (به اندونزیایی: kecap manis) یک سس سویای معطر شیرین است که منشأ آن اندونزی است که به دلیل افزودن فراوان شکر خرما یا نعناع دارای رنگ تیره‌تر، قوام شربتی چسبناک و طعم ملاس مانند است. این سس شبیه سس تیانمیان چینی (tianmianjiang) است، اما از نظر طعم بهتر از آن است. این تا حد زیادی محبوب‌ترین نوع سس سویا است که در غذاهای اندونزیایی استفاده می‌شود و حدود ۹۰ درصد از کل تولید سس سویا این کشور را تشکیل می‌دهد.
در اندونزی تعداد زیادی مارک سس سویا شیرین وجود دارد. سس سویا شیرین به‌طور سنتی یک صنعت خانگی در مقیاس کوچک است. با این حال تعداد انگشت شماری از مارک‌ها وجود دارند که به‌طور گسترده در سراسر اندونزی و منطقه توزیع می‌شوند، مانند هاینز ای‌بی‌سی، Kecap Bango، ایندوفود و Sedaap.